# Cala Pregonda
Cala Pregonda es una cala semivirgen situada en la zona norte de la isla de Menorca. La zona está protegida al estar incluida dentro de las Áreas Naturales de Especial Interés de la isla en su tramo que comprende desde Ets Alocs a Fornells.
La cala alberga tres playas en su interior. En su  se lado oeste se encuentra la playa de Pregonda mientras que es su extremo este se encuentra la playa de Salieró. Existe una tercera playa denominada playa del Escullar de Pregonda pero que no está situada en la isla de Menorca sino en el mayor de los islotes que cierra la cala.

## Características generales

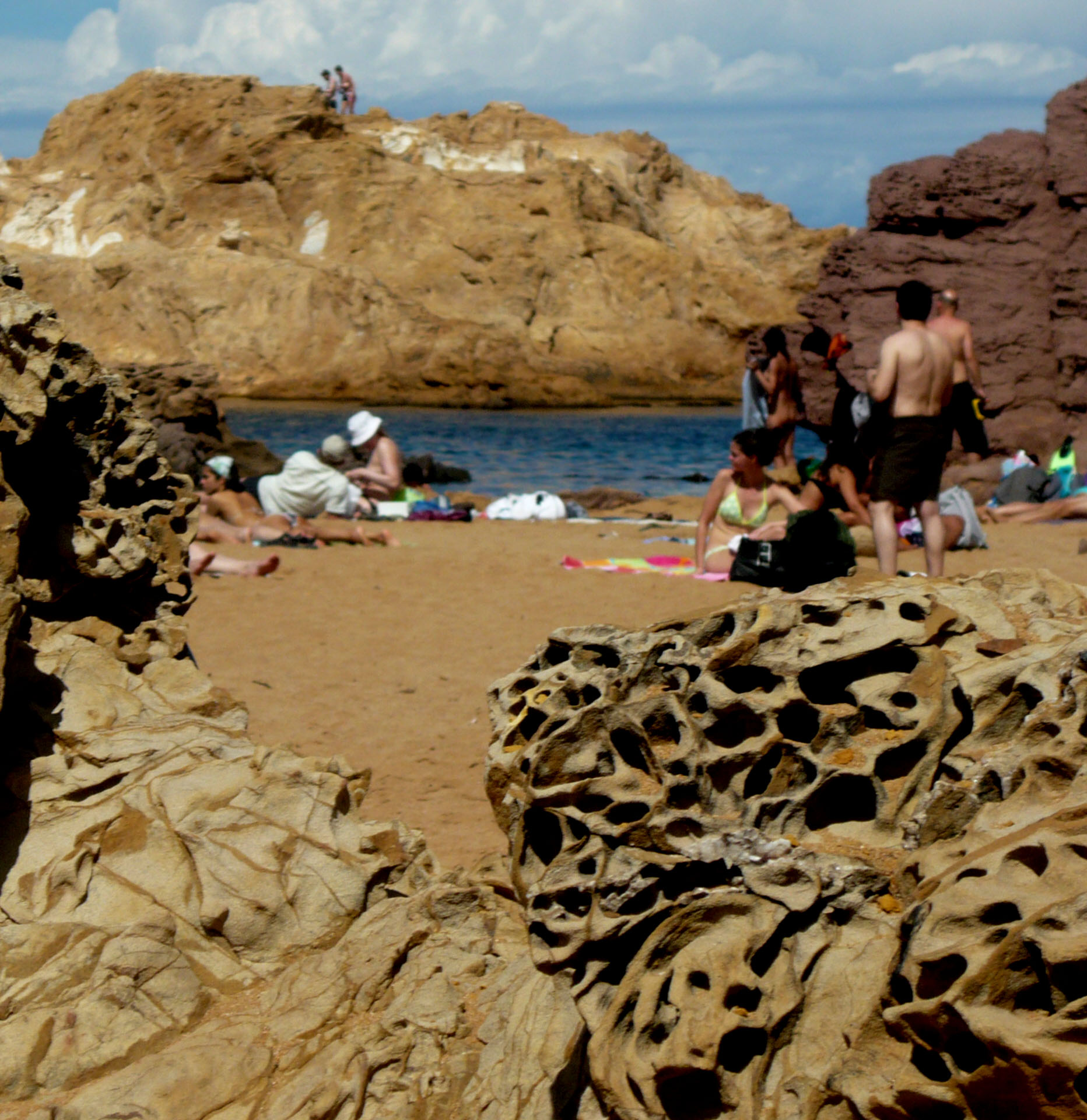
Rocas de la playa.

La cala cuenta con una serie de islotes de roca muy estilizados y de color blanco que guardan de los vientos y, en consecuencia, del oleaje violento. 
No es una cala del todo virgen, ya que por los alrededores, básicamente en su parte noroeste, hallamos una serie de chalets, eso sí, equilibradamente integrados en el paisaje. La arena, fina y suave, ha adquirido una cierta coloración anaranjada, consecuencia de la presencia de la pedra vermella o d’esmolar que rodea la cala. El color del agua es habitualmente turquesa. La belleza del entorno, además, se acrecienta gracias a la situación bajo una loma y unos acantilados. 
Su islote mayor tiene una pequeña playa en su resguardo denominada Escullar de Pregonda, y el segundo islote por tamaño que recibe el nombre de islote de Pregonda tiene un gendarme de roca parecido a un religioso encapuchado en posición de orar, probable motivo del nombre de ostenta la cala. 
En el fondo del arenal existe un guarnecido de pinos y tamarindos, y sobre el recodo más seguro se levanta una alba y solitaria construcción de estilo muy apropiado del lugar.

## Acceso

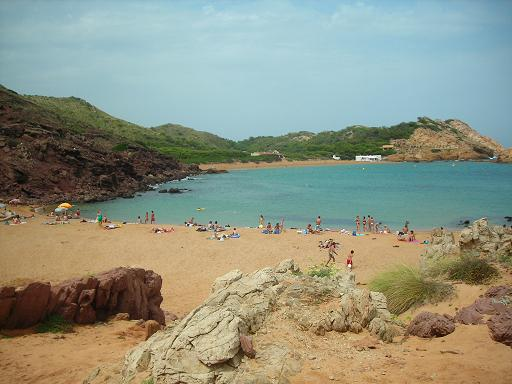
Vista de la playa.

Para llegar en coche hasta Pregonda hay que situase en Mercadal. Posteriormente, seguir la carretera que lleva a Fornells, y desviarse hacia la playa de Cavallería. Una vez en los caminos, seguir los carteles hacia Binimel·la y dejar el vehículo en el aparcamiento. 
Dado que los caminos que hay hasta la playa son privados, solo se puede acceder a la playa andando a partir del aparcamiento de Binimel·la, o en barco. El trayecto hasta Cala Pregonda es bastante duro, ya que hay que caminar unos 30 minutos (por el Camí de Cavalls), con algunas subidas y bajadas.

## Peculiaridades
- La playa esta totalmente apartada, no hay servicios de ningún tipo, por ello es preferible llevar agua suficiente y comida en caso de permanecer varias horas.
- Una de las peculiaridades de esta playa es que el sol suele dar en la espalda a partir de cierta hora, y esto puede ser incómodo para algunas personas.
- Si eres aficionado al buceo, este es un lugar ideal, ya que en los laterales de la playa hay bastante variedad de peces, aunque no muy grandes.
- Desde la playa es posible ver el faro de Cavalleria, situado en la parte más septentrional de toda Menorca.